# Buddha Rock
Der Buddha Rock ist eine 35 m hohe Klippe im Archipel der Südlichen Sandwichinseln. Er liegt rund 700 m westlich von Knob Point, dem westlichsten Punkt der Vindication Island.
Kartiert und benannt wurde der Felsen von Teilnehmern der britischen Discovery Investigations im Jahr 1930. Der genaue Benennungshintergrund ist nicht überliefert.